# 23 декември
23 декември е 357-ият ден в годината според григорианския календар (358-и през високосна година). Остават 8 дни до края на годината.
Най-късната възможна дата за зимно слънцестоене в северното полукълбо и за лятно – в южното.

## Събития
- 619 г. – Начало на понтификатът на папа Бонифаций V.
- 1672 г. – Италианският астроном Джовани Доменико Касини открива Рея – вторият по големина след Титан спътник на Сатурн.
- 1785 г. – Ню Йорк става столица на САЩ (до 1790 г.) по решение на Континенталния конгрес.
- 1876 г. – в Цариград се свиква Цариградската конференция, в която вземат участие посланиците на Великите сили – Англия, Германия, Австро-Унгария, Италия, Русия и Турция.
- 1880 г. – в България е приет първият избирателен закон.
- 1888 г. – Винсънт Ван Гог отрязва най-долната част на лявото си ухо и го дава на проститутка, наречена Рейчъл.
- 1909 г. – Албер I става крал на Белгия.
- 1913 г. – Създадено е правителство на Либералната коалиция начело с Васил Радославов.

- 1916 г. – Първа световна война: Съюзническите сили превземат турския гарнизон на Синайския полуостров в Египет.
- 1922 г. – Британската радиостанция Би Би Си започва да излъчва новини.
- 1933 г. – Приключва Лайпцигският процес (в който един от обвиняемите е Георги Димитров), който признава за виновен и осъжда на смърт за подпалването на Райхстага Маринус ван дер Любе.
- 1933 г. – Два пътнически влака се сблъскват край Париж, загиват около 230 души.
- 1947 г. – Министерски съвет на България приема Закон за национализация на частни индустриални и минни предприятия и нарежда незабавното му изпълнение.
- 1947 г. – Американската лаборатория „Бел Лабс“ представя първия транзистор.
- 1953 г. – в СССР е екзекутиран Лаврентий Берия – основният проводник на вътрешната репресивна политика.
- 1972 г. – Земетресение с магнитуд 6,5 по скалата на Рихтер разрушава Манагуа, столицата на Никарагуа, като загиват 10 хил. души, a 80% от сградите са изравнени със земята.
- 1972 г. – Спасени са 16 останали живи от катастрофата на уругвайски самолет на 13 октомври в Андите; за да оцелеят в планината, останалите живи прибягват към канибализъм.
- 1979 г. – Съветската армия окупира Кабул, столицата на Афганистан.
- 1984 г. – След като претърпява пожар в двигателя, самолетът при полет 3519 на „Аерофлот“ се опитва да направи аварийно кацане на летището в Красноярск, но се разбива и убива 110 от 111-те души на борда.
- 1986 г. – Руският дисидент Андрей Сахаров се завръща да живее в Москва след 7-годишно заточение.
- 1987 г. – Американците Ричард Рутан и Джийна Ийгър завършват първия околосветски полет със самолета Вояджър без междинно кацане и презареждане.
- 1990 г. – История на Словения: 88% населението на Словения гласува за отделянето си от Югославия на референдум.
- 2005 г. – По искане на правителството на Великобритания в радио Би Би Си престават да съществуват 7 секции, в т.ч. българската.

## Родени
- 1613 г. – Карл Густав Врангел, шведски фердмаршал († 1676 г.)
- 1634 г. – Мариана Австрийска, кралица на Испания († 1696 г.)
- 1732 г. – Ричард Аркрайт, английски индустриалец и изобретател († 1792 г.)
- 1777 г. – Александър I, император на Русия († 1825 г.)
- 1790 г. – Жан-Франсоа Шамполион, френски египтолог († 1832 г.)
- 1799 г. – Карл Брюлов, руски художник († 1852 г.)
- 1805 г. – Джоузеф Смит, американски религиозен водач, основател на Църквата на мормоните († 1844 г.)
- 1858 г. – Владимир Немирович-Данченко, руски режисьор († 1943 г.)
- 1864 г. – Христо Недялков, български генерал († 1943 г.)
- 1868 г. – Анастасия Петрович Негошина, велика руска княгиня († 1925 г.)
- 1869 г. – Иван Гарванов, български революционер († 1907 г.)
- 1877 г. – Владимир Бочуков, български революционер († ? г.)
- 1882 г. – Спиридон Казанджиев, български психолог († 1951 г.)
- 1885 г. – Стоян Омарчевски, български политик († 1941 г.)
- 1891 г. – Ханс фон Функ, германски офицер († 1979 г.)
- 1891 г. – Червен Лиляк, български поет хуморист († 1982 г.)
- 1896 г. – Джузепе ди Лампедуза, италиански писател († 1957 г.)
- 1903 г. – Райко Дамянов, български политик († 1986 г.)
- 1909 г. – Йоахим Вернер, германски археолог († 1994 г.)
- 1910 г. – Александър Ловен, американски психотерапевт († 2008 г.)
- 1910 г. – Курт Майер, германски офицер († 1961 г.)
- 1918 г. – Хелмут Шмит, канцлер на Германия († 2015 г.)
- 1923 г. – Любен Зидаров, български художник († 2023 г.)
- 1925 г. – Мохамед Мзали, тунизийски политик († 2010 г.)
- 1925 г. – Пиер Береговоа, френски политик († 1993 г.)
- 1928 г. – Хоакин Капия, мексикански състезател по скокове във вода († 2010 г.)
- 1933 г. – Акихито, император на Япония
- 1933 г. – Марслен Плене, френски поет
- 1936 г. – Фредерик Форест, американски актьор († 2023 г.)
- 1940 г. – Емил Димитров, български поп певец († 2005 г.)
- 1940 г. – Никола Радев, български писател († 2016 г.)
- 1944 г. – Уесли Кларк, американски генерал
- 1946 г. – Пепа Николова, българска актриса († 2006 г.)
- 1946 г. – Бевърли Бийвър, американска писателка († 2011 г.)
- 1947 г. – Греъм Бонит, британски рок певец
- 1949 г. – Иван Костов, министър-председател на България
- 1950 г. – Висенте дел Боске, испански футболист и треньор
- 1954 г. – Владимир Шомов, български режисьор, художник и аниматор
- 1955 г. – Илко Димитров, български поет
- 1956 г. – Дейв Мъри, британски музикант (Iron Maiden)
- 1956 г. – Лидия Шулева, български политик
- 1956 г. – Микеле Алборето, италиански автомобилен състезател († 2001 г.)
- 1959 г. – Луис Фернандо Суарес, колумбийски футболен треньор
- 1962 г. – Бертран Гашо, френски пилот от Формула 1
- 1964 г. – Еди Ведър, американски музикант
- 1966 г. – Роберт Баръмов, български художник († 2021 г.)
- 1967 г. – Карла Бруни-Саркози, италианско-френски модел и Първа дама на Франция
- 1968 r. – Мануел Ривера-Ортис, американски фотограф
- 1969 r. – Мари Марта Бърн, американска актриса
- 1974 г. – Росен Плосков, български актьор
- 1976 г. – Жиба, бразилски волейболист
- 1976 г. – Сергей Якирович, босненски футболист
- 1979 г. – Жаклин Бракамонтес, мексиканска актриса
- 1984 г. – Христо Пъдев, български актьор

## Починали
- 910 г. – Наум Преславски, български книжовник (* ок. 830 г.)
- 1384 г. – Тома II Комнин, деспот на Епир (* неизв.)
- 1596 г. – Хатори Ханзо, японски самурай (* 1542 г.)
- 1745 г. – Ян Дисмас Зеленка, чешки композитор (* 1679 г.)
- 1762 г. – Мария-Габриела Австрийска, австрийска ерцхерцогиня (* 1750 г.)
- 1787 г. – Луиза Френска, френска благородничка (* 1737 г.)
- 1831 г. – Емилия Плятер, ливонска революционерка (* 1806 г.)
- 1834 г. – Томас Малтус, британски икономист и социолог (* 1766 г.)
- 1846 г. – Жан Батист Бори дьо Сен Венсан, френски учен (* 1780 г.)
- 1877 г. – Стойко Ботушанов, български революционер (* 1841 г.)
- 1895 г. – Сергей Степняк-Кравчинский, руски писател (* 1851 г.)
- 1905 г. – Георги Горанов, български композитор (* 1882 г.)
- 1906 г. – Александър Китанов, български революционер (* 1881 г.)
- 1906 г. – Георги Думчев, български революционер (* 1881 г.)
- 1906 г. – Даме Груев, български революционер (* 1871 г.)
- 1907 г. – Жул Жансен, френски астроном (* 1824 г.)
- 1915 г. – Артър Хюс, британски художник (* 1832 г.)
- 1921 г. – Тота Венкова, българска лекарка (* 1855 г.)
- 1924 г. – Петър Чаулев, български революционер (* 1882 г.)
- 1931 г. – Александър Кипров, български революционер (* 1881 г.)
- 1936 г. – Ной Ноев, български офицер (* 1864 г.)
- 1936 г. – Христо Бурмов, български военен деец (* 1869 г.)
- 1942 г. – Константин Балмонт, руски поет (* 1867 г.)
- 1948 г. – Хидеки Тоджо, министър-председател на Япония (* 1883 г.)
- 1952 г. – Цвятко Бобошевски, български политик (* 1884 г.)
- 1953 г. – Лаврентий Берия, съветски комунистически ръководител (* 1899 г.)
- 1959 г. – Едуард Ууд, лорд Халифакс, английски политик (* 1881 г.)
- 1961 г. – Курт Майер, германски офицер (* 1910 г.)
- 1963 г. – Никола Попов, български актьор (* 1899 г.)
- 1966 г. – Хаймито фон Додерер, австрийски писател (* 1896 г.)
- 1972 г. – Андрей Туполев, съветски авиоконструктор (* 1888 г.)
- 1985 г. – Принц Бира, тайландски автомобилен състезател (* 1914 г.)
- 1988 г. – Иван Обретенов, български актьор (* 1924 г.)
- 1989 г. – Милко Гайдарски, български футболист (* 1946 г.)
- 1993 г. – Владимир Дивизиев, български учен (* 1923 г.)
- 1998 г. – Анатолий Рибаков, руски писател (* 1911 г.)
- 2003 г. – Драголюб Ставрев, югославски политик (* 1932 г.)
- 2007 г. – Оскар Питърсън, канадски джаз музикант (* 1925 г.)
- 2013 г. – Михаил Калашников, руски оръжеен конструктор (* 1919 г.)
- 2014 г. – Владимир Гиновски, български скулптор (* 1927 г.)
- 2014 г. – Йордан Йосифов, български футболист (* 1932 г.)

## Празници
- Египет – Ден на победата (по повод победата на Алианса над Турция през 1916 г. и освобождението на Египет)
- Италия – Ларенталия – ежегоден празник в Рим, посветен на Ака Ларенция и празник на град Силиго
- Швеция – Рожден ден на кралица Силвия и Ден на националния флаг (1976 г.)
- Япония – Рожден ден на император Акихито (от 1989 г., общонароден празник)